# WAVER (堂本剛のシングル)
『WAVER』（ウェヴァー）は、堂本剛の2枚目のシングル。2004年6月9日に発売。発売元はジャニーズ・エンタテイメント。

## 解説
前作『街/溺愛ロジック』から約2年ぶりに発売された3曲A面のシングル。前作同様全曲の作詞、作曲を本人が行っている。「ORIGINAL COLOR」「ココロノブラインド」は編曲を亀田誠治が担当した。初回盤のみA面曲のカラオケが、通常版のみにはカップリング曲の「スクリーン」が収録されている。
自身2作連続となるオリコンの週間シングルランキング首位を獲得した。
「堂本剛」名義でのCD発売は2009年のシングル『RAIN』まで5年間空くことになる。この後ソロワークのシングルとしては、2006年発売の「ENDLICHERI☆ENDLICHERI」名義『ソメイヨシノ』まで途切れている。

## 収録曲

### 初回限定盤
1. ORIGINAL COLOR
作詞・作曲：堂本剛 / 編曲：亀田誠治
自身主演のTBS系金曜ドラマ『ホームドラマ!』主題歌。
PVでは平山あやと共演している。
2. 恋のカマイタチ
作詞・作曲：堂本剛 / 編曲：十川知司
3. ココロノブラインド
作詞・作曲：堂本剛 / 編曲：亀田誠治
元々は『ホームドラマ!』の主題歌になる予定であった楽曲。
4. ORIGINAL COLOR（Backing Track）
5. 恋のカマイタチ（Backing Track）
6. ココロノブラインド（Backing Track）

### 通常盤
1. ORIGINAL COLOR
2. 恋のカマイタチ
3. ココロノブラインド
4. スクリーン
作詞・作曲：堂本剛 / 編曲：西川進

## 楽曲の収録アルバム
- [síː] (#1,2,3)